# Bundesstrasse 233
B233 är en förbundsväg i Tyskland. Den börjar i Werne i Nordrhein-Westfalen och slutar i Iserlohn i samma förbundsland. Vägen använder sig av motorvägarna A1 och A44 ett tag.